# シンプル・マインズ
シンプル・マインズ（Simple Minds）は、スコットランド出身のロックバンド。ニュー・ウェイヴ初期の1979年にデビューし、実験的なポストパンクバンド時代を経て、1980年代半ばにスタジアム・バンドとして全米でもブレイクを果たした。'80年代当時ビッグ・カントリーやU2と並んで、スティーヴ・リリーホワイトのプロデュースにより大成功を収めたバンドの一つである。

## 来歴
- 1977年、前身バンドであるJohnny & The Self-Abusersが結成され、その後ジム・カー、チャーリー・バーチル、デレク・フォーブス、ブライアン・マッギー、マイケル・マクニールの5人によりシンプル・マインズを結成。これがオリジナルメンバーである。
- 1979年、レコード会社はZOOM（アリスタ）と契約し、4月にファーストアルバム『駆け足の人生』を発表。このアルバムは以降のようなシンプル・マインズとは違い、マガジンの影響が強いパンクバンドのような音を出していた。だがその7ヵ月後の11月には、セカンドアルバム『リアル・トゥ・リアル・カコフォニー』を発売し、サウンドはパンク系から一気にニュー・ウェイヴに変化した。
- 1980年、3rdアルバム『エンパイアーズ・アンド・ダンス』を発表。このアルバムからのシングル「アイ・トラベル」と、「セレブレイト」が米ビルボード誌のアメリカンディスコチャートに入るという大ヒットを記録。
- 1981年、「アイ・トラベル」と「セレブレイト」のヒットの影響で2月に、ZOOMからヴァージン・レコードに移籍。4thアルバム『サンズ・アンド・ファシネーション』を発表。アルバム発表直後、ドラマーのブライアン・マッギーが結婚を理由に脱退した。
- 1982年、ZOOM時代の音源を集めた初のベスト「セレブレイション」をヴァージンから発表。そして同年には5thアルバム『黄金伝説』も発表。マイク・オーグルトリーが新ドラマーとして加入した。また当時このアルバムの収録曲「さらば夏の日」（原題：Someone Somewhere in Summertime）はサントリーのサントリー・オールド（ウイスキー）のCMに使われ話題を呼んだ。
- 1983年、ジムの友人ボノ（U2）からの紹介でスティーヴ・リリーホワイトと出会う。だが、ドラマーのマイク・オーグルトリーは脱退してしまう。
- 1984年、スティーヴ・リリー・ホワイトをプロデューサーに迎え、6thアルバム『スパークル・イン・ザ・レイン』を発表。ドラマーは前作から参加していたメル・ゲイナーが正式に加入した。スティーヴ・リリーホワイトは当時、U2やビッグ・カントリーのプロデューサーとして一番話題を呼んでいた頃だったのでこのアルバムも話題になり、初の全英1位を取得。一気にイギリスを代表するバンドとなった。
- 1985年、オリジナルメンバーだったデレク・フォーブスが脱退。代わりにジョン・ギブリンが加入。全米1位のヒット曲「ドント・ユー？」はもともとブライアン・フェリーが歌うはずだったが、ブライアン・フェリーが断ってシンプル・マインズが歌うことになった。それが全英7位、全米1位の大ヒット曲になった。そして同年には7thアルバム『ワンス・アポン・ア・タイム』を発表した。このアルバムからのシングル「アライヴ・アンド・キッキング」が全英7位、US BILLBOARD HOT 100で3位、US MAINSTREAM ROCK TRACKSで2位と、爆発的なヒットを記録した。全米でも成功したシンプル・マインズはライヴ・エイドにも出演した。シンプル・マインズにとってこの年は大変大きな成功を収めた重要な年である。
- 1989年、8thアルバム『ストリート・ファイティング・イヤーズ』を発表。プロデューサーはトレヴァー・ホーンが務め、「以前とは異なったスケールが感じる作品」、「U2のヨシュア・トゥリーみたいなアルバム」などと評され、当時は賛否両論だった。だが、「ベルファスト・チャイルド」が全英1位、「マンデラ・デイ」がUS MODERN ROCK TRACKS CHARTで17位、アルバムが全英1位とセールス的には大成功を収めた。このアルバム発表後、オリジナルメンバーだったキーボーディストのマイケル・マクニールが脱退した。これでオリジナルメンバーはジム・カー、チャーリー・バーチルの2人だけになった。
- 1991年、ベーシストのジョン・ギブリンが脱退し、ジム・カーと、チャーリー・バーチルと、メル・ゲイナーの3人が正式メンバーとなり9thアルバム『リアル・ライフ』を発表。日本盤（東芝EMI）はジャケットが現在の再発盤と異なっている。前作の延長線上にあたるポップスを展開したが、中期のようなアップテンポな楽曲も収録されている。「レット・ゼア・ビー・ラヴ」が全英6位で、このアルバムを代表する曲となった。
- 1992年、1982年の『セレブレイション』に続く2枚目のベスト『ザ・ベスト・オブ・シンプル・マインズ81/92』が発表された。このベスト盤は『サンズ・アンド・ファシネーション』から『リアル・ライフ』までの曲が選曲されており、堂々の1位を獲得した。
- 1995年、10thアルバム『グッド・ニュース・フロム・ザ・ネクスト・ワールド』を発表。ジム・カーとチャーリー・バーチルの2人だけが正式メンバーとしてクレジットされたが、音は中期の頃のニュー・ウェイヴ系ロックサウンドが完全復活していた。中でも「シーズ・ア・リヴァー」と「ヒプノタイズト」が大ヒットした。
- 1998年、オリジナルメンバーのデレク・フォーブスが再加入して、メンバーは、ジム・カー（ヴォーカル）、チャーリー・バーチル（ギター）、デレク・フォーブス（ベース）、メル・ゲイナー（ドラム）の4人になり、レコード会社はEMIと契約し、11枚目のアルバム『ナポリ』を発表した。キーボードやプログラミングを大々的に取り入れたモダンな作風に変化したが、全英チャートでは19位とセールス面では不発に終わった。
- 2001年、初のオールタイムベスト『ザ・ベスト・オブ・シンプル・マインズ』（2枚組）を発表。『駆け足の人生』から『ナポリ』までのアルバムから選曲されている。全英34位という結果だった。また同年には12枚目のアルバムでカバー曲集『ネオン・ライツ』も発表した。1980年代の大物をカバーしている。
- 2002年、EMIとの契約を切り、EAGLE RECORDSと契約。13枚目のアルバム『クライ』を発表。このアルバムの収録曲「スペースフェイス」はイギリスのDJ Judge Julesがリミックスするなどして久しぶりに話題を呼んだ。
- 2003年、『駆け足の人生』から『黄金伝説』までを集めた「初期のベスト」を発表。またこれにあわせて初のDVD作品『シーン・ザ・ライツ』を発表している。ちなみにこの年にリリース予定だったアルバム『Our Secrets Are the Same』はレコード会社との関係でお蔵入りとなってしまう。これは未だにリリースされていない。
- 2004年、ボックスセット『シルバー・ボックス』発表。レアトラック、ライヴなどで構成されていてU2のボノと共演した幻のライヴも収録されている。
- 2005年、デレク・フォーブスが脱退し、エディ・ダフィが新たに加わって14枚目のアルバム『ブラック&ホワイト050505』を発表。このアルバムのプロモーションのためシンプル・マインズは来日したが、念願のライヴは実現しなかった。だがこの時ヴォーカルのジム・カーは「できれば次はライヴで会いたい」と発言していた。
- 2006年、ボックスセット『プラチナム・コレクション』発表。3枚組でベストとライヴで構成されていて、大ヒット曲「マンデラ・デイ」や「アライヴ・アンド・キッキング」などが入っている。
- 2009年、デビュー30周年を迎え、15枚目のアルバム『グラフィティ・ソウル（日本盤未発売）』を発表。全英チャート10位を記録。その後は、ライヴ活動を積極的に行うようになり、ライヴアルバムのリリースが続く。
- 2011年、ライヴアルバム『Live 2011（日本盤未発売）』をリリース。
- 2012年、ライヴアルバム『5 x 5（日本盤未発売）』をリリース。
- 2013年、新曲を含む通算3枚目となるベストアルバム、『Celebrate: The Greatest Hits（日本盤未発売）』をリリース。
- 2014年、地元グラスゴーでのライヴを収めた初のBlu-ray作品、『Celebrate: Live at the Glasgow See Hydro』をリリース。DVDとCDの形態でもリリースされた。また、同年11月には、5年ぶりのオリジナルアルバム、『ビッグ・ミュージック（日本盤未発売）』がSMEよりリリースされ、全英チャート12位を記録した。
- 2016年、17thアルバム『Acoustic』をリリース[6]。
- 2018年、18thアルバム『Walk Between Worlds』をリリース[7]。全英チャート4位を記録。

## メンバー

### 現ラインナップ
2018年現在
- ジム・カー（Jim Kerr）- ボーカル（1977年 - ）
- チャーリー・バーチル（Charlie Burchill） - ギター/キーボード/プログラミングetc.（1977年 - ）
- ジェド・グライムス（Ged Grimes） - ベース（2010年 - ）
- ゴードン・グーディー（Gordy Goudie） - アコースティックギター（サポート2001年、正規2017年 - ）
- シェリース・オセイ（Cherisse Osei） - ドラムス（2017年 - ）

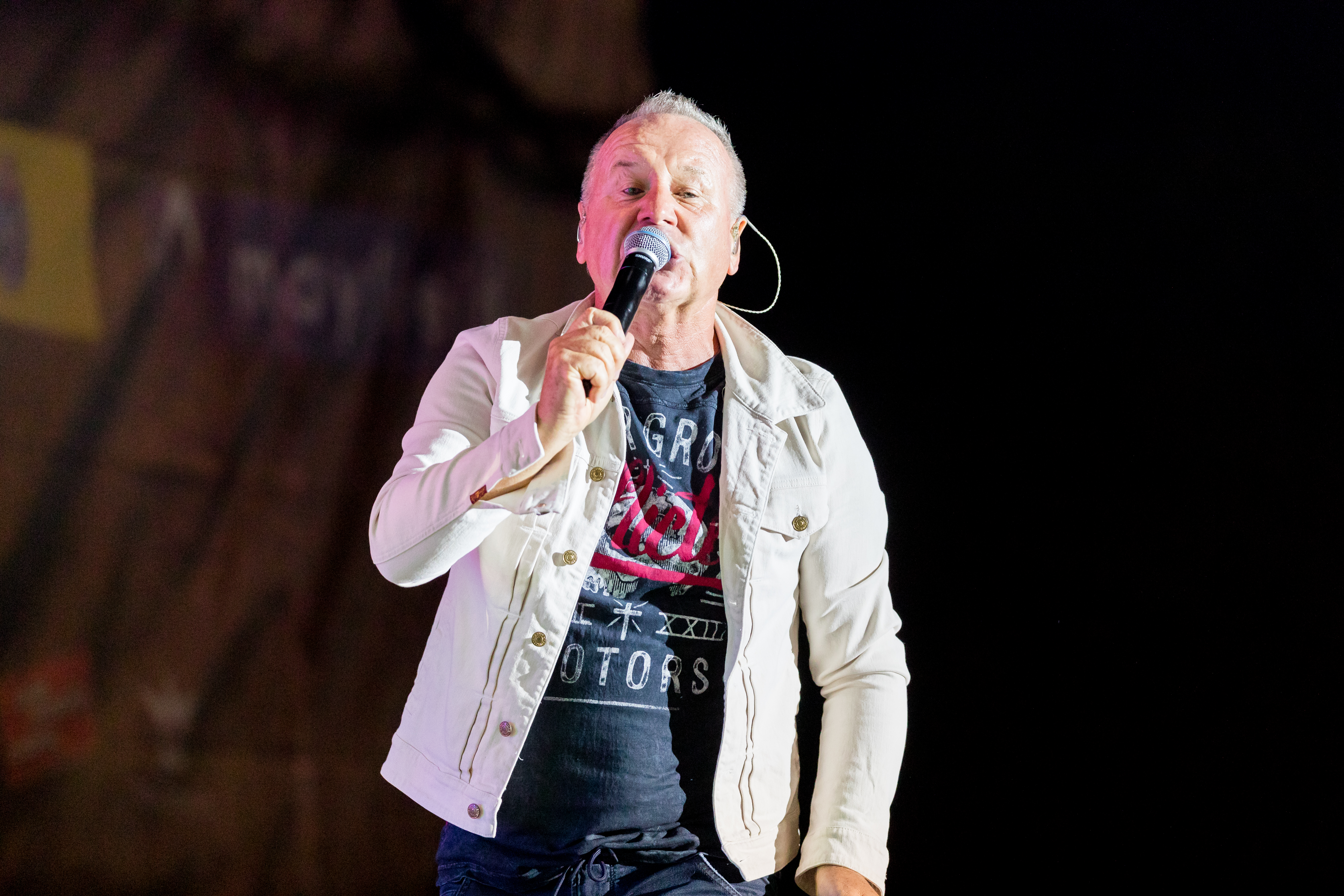
ジム・カー(Vo) 2018年
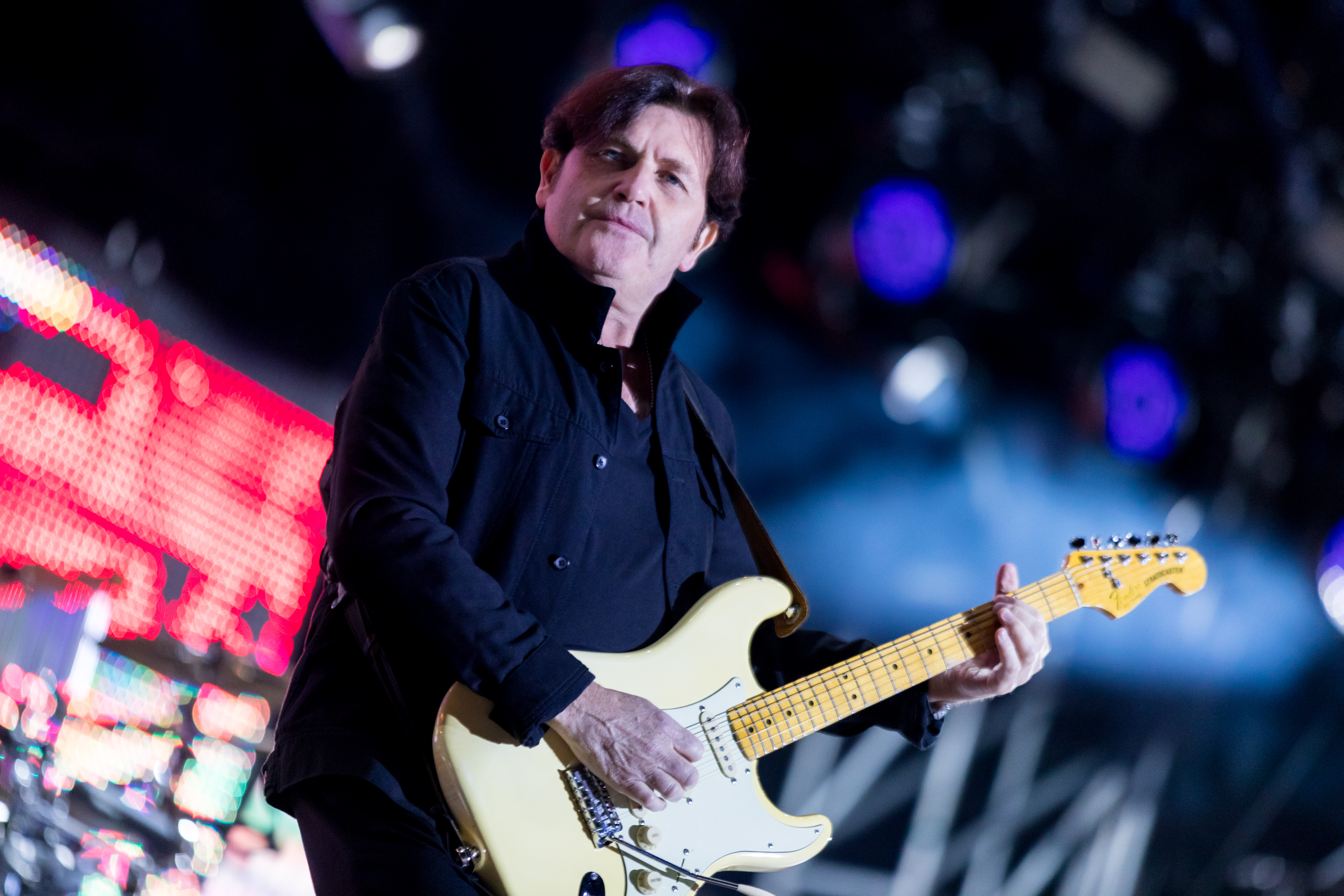
チャーリー・バーチル(G) 2018年
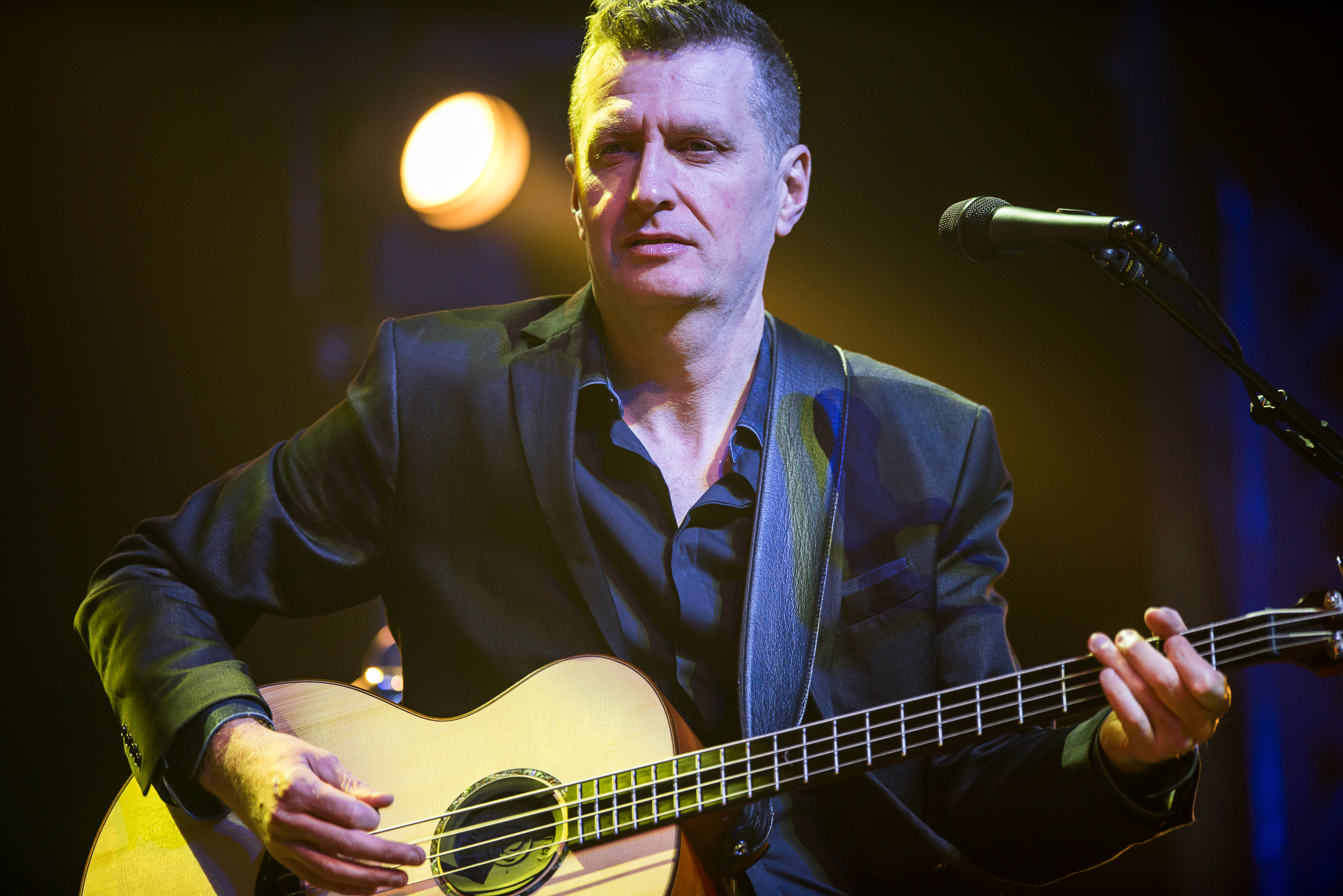
ジェド・グライムス(B) 2017年
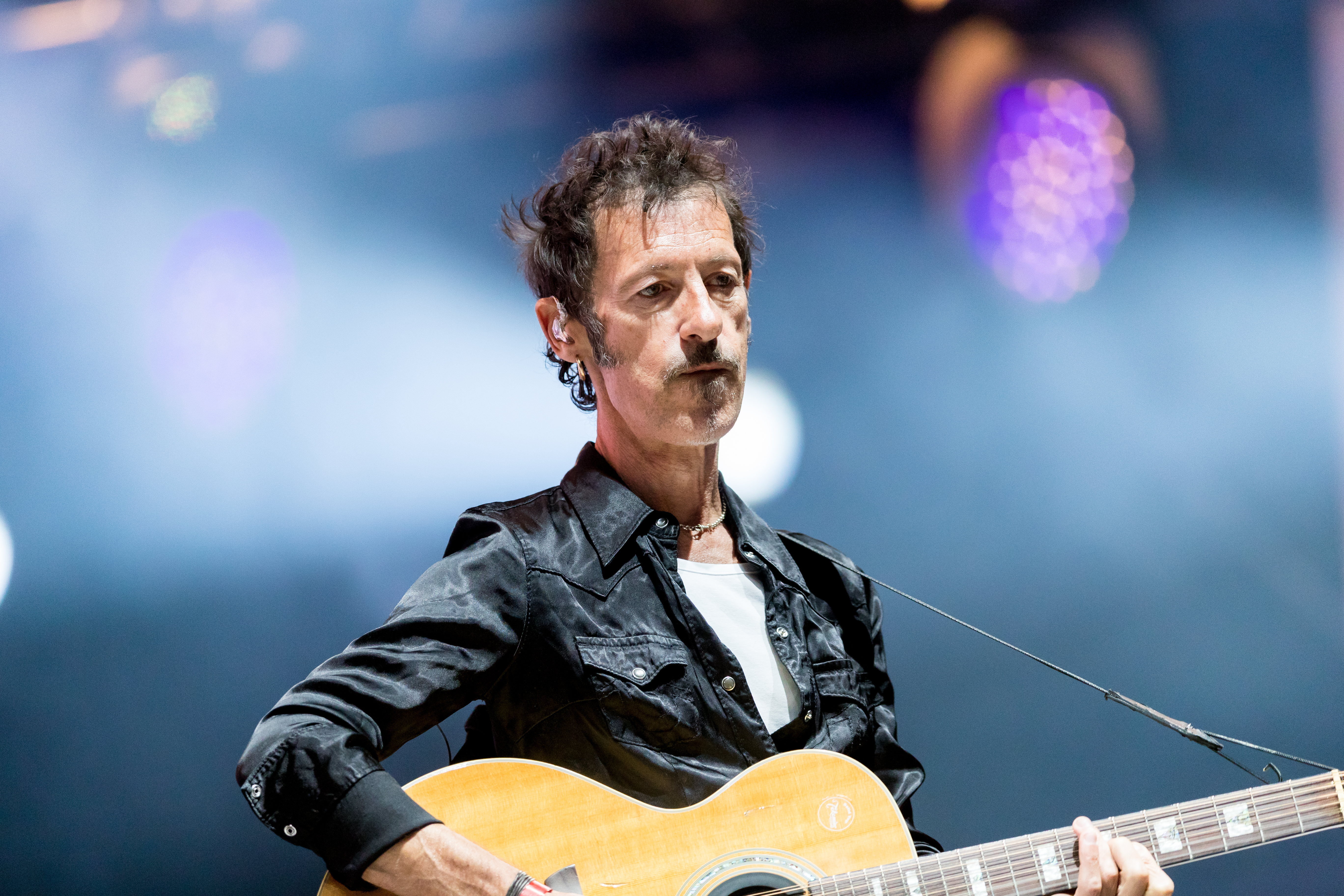
ゴードン・グーディー(G) 2018年
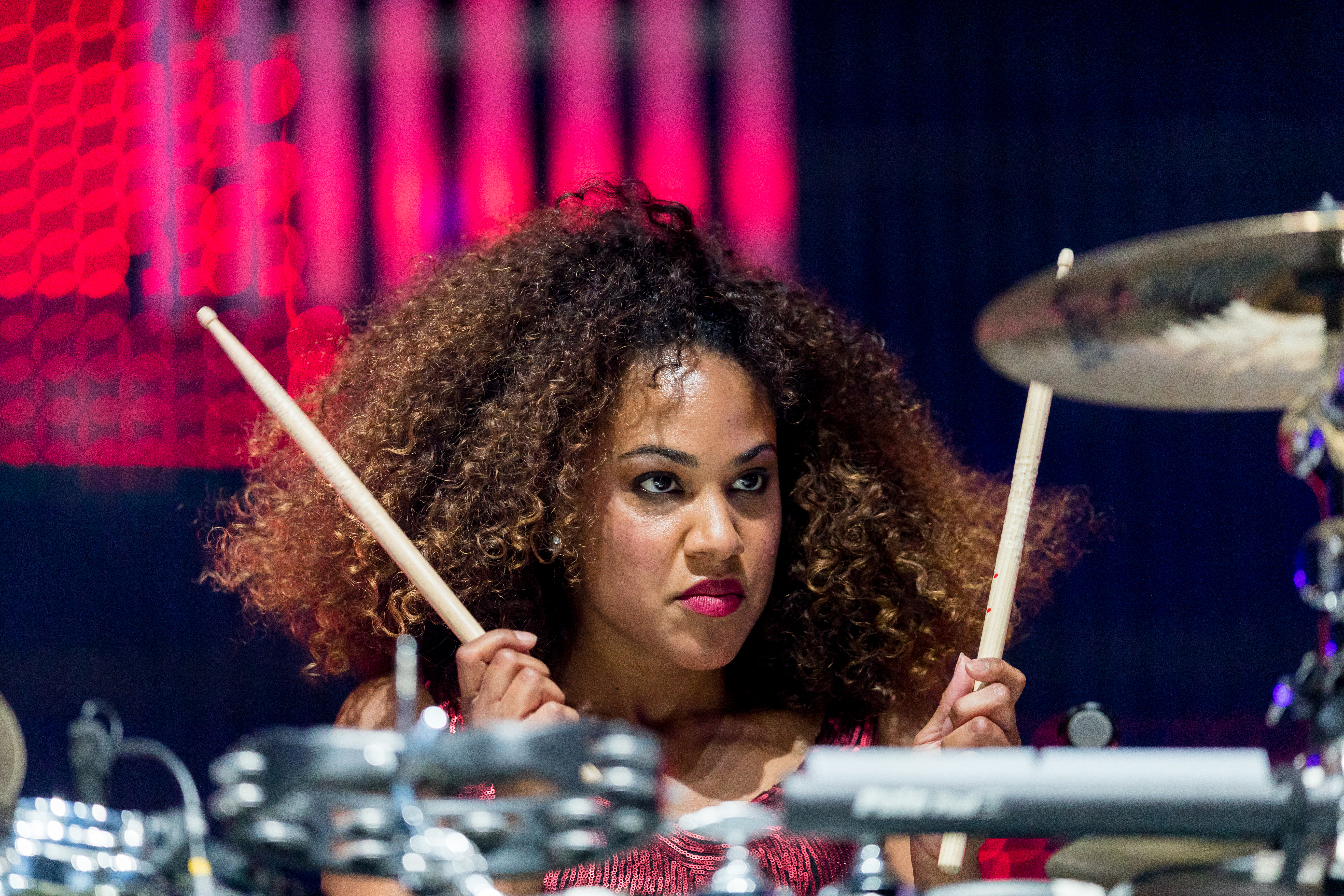
シェリース・オセイ(Ds) 2018年

### 旧メンバー
- ダンカン・バーンウェル（Duncan Barnwell） - ギター（1978年）
- トニー・ドナルド（Tony Donald） - ベース（1977年 - 1978年）
- デレク・フォーブス（Derek Forbes） - ベース（1978年 - 1985年、1997年 - 1998年）
- エディ・ダフィー（Eddie Duffy） - ベース（1999年 - 2010年）
- ジョン・ギブリン（John Giblin） - ベース（1985年 - 1989年）
- マイケル・マクニール（Michael MacNeil） - キーボード（1978年 - 1990年）
- ブライアン・マッギー（Brian McGee） - ドラムス（1977年 - 1981年）
- ケニー・ヒスロップ（Kenny Hyslop） - ドラムス（1981年 - 1982年）
- マイク・オーグルトリー（Mike Ogletree） - ドラムス（1982年）
- メル・ゲイナー（Mel Gaynor） - ドラムス（1982年 - 1991年、1997年 - 1998年、2002年 - 2016年）
- アンディ・ギレスピー（Andy Gillespie） - キーボード（2002年 - 2005年、2007年 - 2016年）
- キャサリン・AD（Catherine Anne Davies） - キーボード（サポート2014年、正規2017年 - 2018年）

## 日本公演
- 1984年
  - 9月11日、14日　東京　サンプラザホール
  - 9月12日　大阪毎日ホール
- 1986年
  - 10月10日 - 12日　東京厚生年金会館大ホール
  - 10月14日　名古屋　名古屋市公会堂
  - 10月15日　大阪　フェスティバルホール

## ディスコグラフィ
作品を大きく分けると『駆け足の人生』 - 『サンズ・アンド・ファシネーション』はニュー・ウェイヴを意識した作品であり、『黄金伝説』 - 『ワンス・アポン・ア・タイム』はU2などにも通じるロックサウンドとなっており、『ストリート・ファイティング・イヤーズ』 - 『リアル・ライフ』はそれ以前とは異なるレイドバックしたサウンドで、『グッド・ニュース・フロム・ザ・ネクスト・ワールド』以降は、中期のロックサウンドに原点復帰したようなサウンドで人気を得ている。

### スタジオ・アルバム

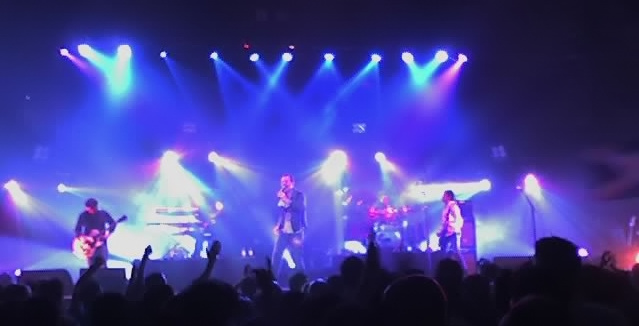
ヴェローナにて（2006年）

- 『駆け足の人生』 - Life in a Day （1979年）
- 『リアル・トゥ・リアル・カコフォニー』 - Real to Real Cacophony （1979年）
- 『エンパイアーズ・アンド・ダンス』 - Empires and Dance （1980年）
- 『サンズ・アンド・ファシネーション』 - Sons and Fascination （1981年）
- 『黄金伝説』 - New Gold Dream (81-82-83-84) （1982年）
- 『スパークル・イン・ザ・レイン』 - Sparkle in the Rain （1984年）
- 『ワンス・アポン・ア・タイム』 - Once Upon a Time （1985年）
- 『ストリート・ファイティング・イヤーズ』 - Street Fighting Years （1989年)
- 『リアル・ライフ』 - Real Life （1991年）
- 『グッド・ニュース・フロム・ザ・ネクスト・ワールド』 - Good News from the Next World （1995年）
- 『ナポリ』 - Néapolis （1998年）
- 『ネオン・ライツ』 - Neon Lights （2001年）
- 『クライ』 - Cry （2002年）
- 『ブラック&ホワイト050505』 - Black & White 050505 （2005年）
- 『グラフィティ・ソウル』 - Graffiti Soul （2009年）
- 『ビッグ・ミュージック』 - Big Music （2014年）
- 『アコースティック』 - Acoustic（2016年）
- 『ウォーク・ビトウィーン・ワールズ』 - Walk Between Worlds（2018年）

### ベストアルバム/ボックスセット/ライヴ作品
- 『セレブレイション』 - celebration （1982年）
- 『ライヴ・イン・ザ・シティー・オブ・ライト』 - Live in the City of Light （1987年）
- 『ザ・ベスト・オブ・シンプル・マインズ81/92』 - Glittering prize（Best of 81/92） （1992年）
- 『ザ・ベスト・オブ・シンプル・マインズ』 - The Best of Simple Minds （2001年）
- 『アーリー・ゴールド』 - Early Gold （2003年）
- 『シルバー・ボックス』 - Silver Box （2004年）
- 『プラチナム・コレクション』 - The Platinum Collection （2006年)
- 『ライヴ2011』  - Live 2011 （2011年）
- 5 x 5 Live （2012年）
- Celebrate: The Greatest Hits （2013年）

### ビデオ/DVD作品
- 『ライヴ・イン・ヴェローナ』 - Verona （1990年）
- 『グリッタリング・プライズ』 - Grittering Prize 81/92 （1992年）
- 『シーン・ザ・ライツ』 - Simple Minds Seen The Lights A Visual History  （2003年）
- Celebrate: Live at the Glasgow See Hydro　（2014年）

### オリジナルシングル
- "Life in a Day" （1979年）
- "Chelsea Girl" （1979年）
- "Changeling" （1980年）
- "I Travel" （1980年）
- "Celebrate" （1981年）
- "The American" （1981年）
- "Love Song" （1981年）
- "Sweat in Bullet" （1981年）
- "Promised You a Miracle" （1982年）
- "Glittering Prize" （1982年）
- "Someone, Somewhere in Summertime" ※（1982年）
- "New Gold Dream" （1983年）
- "Waterfront" （1983年）
- "Speed Your Love to Me" ※（1984年）
- "Up on the Catwalk" （1984年）
- "Don't You (Forget About Me)" ※（1985年）
- "Alive and Kicking"　※（1985年）
- "Sanctify Yourself"　※（1986年）
- "All the Things She Said"　※（1986年）
- "Ghost Dancing" （1986年）
- "Ballad of the Streets"　※（1989年）
- "Mandela Day" （1989年）
- "This Is Your Land" ※　（1989年）
- "Take a Step Back" （1989年）
- "Kick It In" （1989年）
- "The Amsterdam" ※（1989年）
- "Let There Be Love" ※（1991年）
- "See the Lights" （1991年）
- "Stand by Love" （1991年）
- "Travelling Man" （1991年）
- "Real Life" （1991年）
- "She's a River"　※（1995年）
- "Hypnotised" ※（1995年）
- "And the Band Played On" （1995年）
- "Night Music" （1995年）
- "Great Leap Forward" （1995年）
- "Glitterball" （1998年）
- "War Babies" （1998年）
- "Dancing Barefoot" （2001年）
- "Homosapien" （2001年）
- "Cry" （2002年）
- "Spaceface" （2002年）
- "New Sunshine Morning" （2002年）
- "One Step Closer" （2002年）
- "Too Much Television" （2005年）
- "Home" （2005年）
- "Stranger" （2006年）
- "The Juweller (partII)" （2006年）
- "Different World" （2006年）
- "Rockets" （2009年）
- "Stars Will Lead the Way" （2009年）
- "Theme for Great Cities" (Moby Remix) / "I Travel" (John Leckie 2012 Remix) （2012年）
- "Broken Glass Park" （2012年）
- "Big Music" （2014年）

※…日本盤も発売されたシングル

## 備考
- 『ブラック&ホワイト050505』の「050505」の意味は、彼らがレコーディングを終了した日、2005年5月5日のことである。
- 『クライ』の最後に収録されている曲「The Floating World」は、イレイジャーのヴィンス・クラークが作曲した曲。

## 主なヒット曲
- "Don't you forget about me"（ドント・ユー?） 全英7位　全米1位 映画『ブレックファスト・クラブ』主題歌
- "Alive&kicking"（アライヴ・アンド・キッキング） 全英7位 全米3位　ミズノCMソング
- "Sanctify Yourself"（サンクティファイ・ユアセルフ） 全英10位　全米14位
- "Belfast Child"（ベルファスト・チャイルド） 全英1位